# Powelltown Tramway
Die Powelltown Tramway war eine mehr als siebzehn Kilometer lange private Schmalspur-Waldeisenbahn von Powelltown nach Yarra Junction in Victoria, Australien. Sie war von 1913 bis 1944 in Betrieb.

## Lage
Die Waldbahn mit einer Spurweite von 914 mm (3 Fuß) verband den Bahnhof der staatlichen  Breitspurbahn in Yarra Junction mit einem Sägewerk in Powelltown und führte von dort in die weiter östlich gelegenen Waldgebiete. Sie führte durch einen 1925 errichteten 313 m (1027 Fuß) langen Tunnel und über mehrere große Trestle-Brücken.

## Geschichte

### Bau
Die Powelltown Tramway wurde 1912–13 von der Victorian Powell Wood Process Ltd (VPWP) gebaut. Diese konnte frei entscheiden, mit welcher Spurweite die Bahn gebaut werden sollte. Während die australischen Waldbahnen von Colac, Gembrook und Walhalla mit einer Spurweite von 762 mm (2 Fuß 6 Zoll) gebaut wurden, entschied man sich aufgrund der im Gebiet von Powelltown bestehenden Pferdebahnen mit hölzernen Schienen für eine etwas breitere Spurweite, um Langholz auf deren Langholzloren ohne Umladen transportieren zu können. Die Konstruktion der auf 3 und 5 Tonnen spezifizierten Loren ähnelte dem der Loren in Western Australia, die allerdings eine Spurweite von 1067 mm (3 Fuß 6 Zoll) hatten. Die Brücken und Überführungen von Bächen waren nahezu baugleich wie die in Western Australia.

### Betrieb
Die Waldbahn wurde 3 mal täglich für den Transport von Langholz eingesetzt. Dabei wurden die Langholzloren auf den Gefällstrecken sicherheitshalber von der Lokomotive abgekoppelt und über an den Loren angebrachte Bremsen gebremst. Die Dampflok folgte dann mit der für sie vorgesehenen Höchstgeschwindigkeit. Pro Tag wurden etwa 30 Riesen-Eukalyptus-Bäume mit etwa 70 Festmeter (30.000 super feet) Stammholz abgeholzt und gesägt. Darüber hinaus gab es fahrplanmäßigen Personenverkehr in gemischten Personen- und Güterzügen.

### Besitzerwechsel
Der von der VPWP eingesetzte Powell-Holzschutzprozess war nicht erfolgreich. Das Unternehmen wurde daher 1914 zahlungsunfähig. Die Vermögenswerte wurden von der Victorian Hardwood Milling & Seasoning Company übernommen, die weitaus weniger Kapital hatte als ihre Vorgängerin.

### Lokomotiven

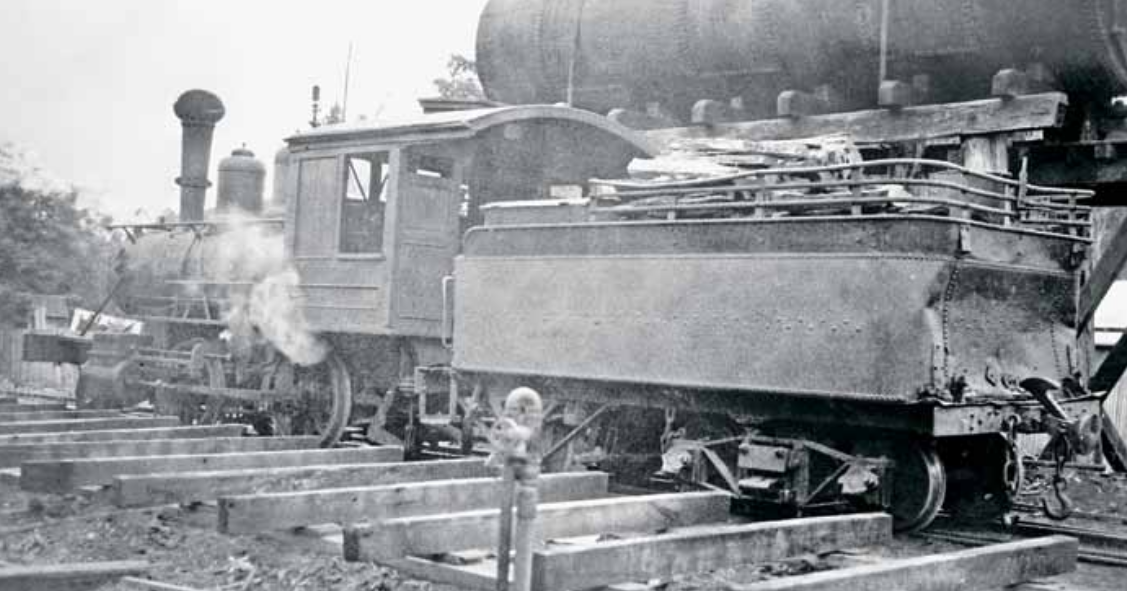
Little Yarra die Baldwin Nr. 37718 von 1912 hatte einen bei einem Rangierunfall verbeulten Tender und stark verbogene Geländer

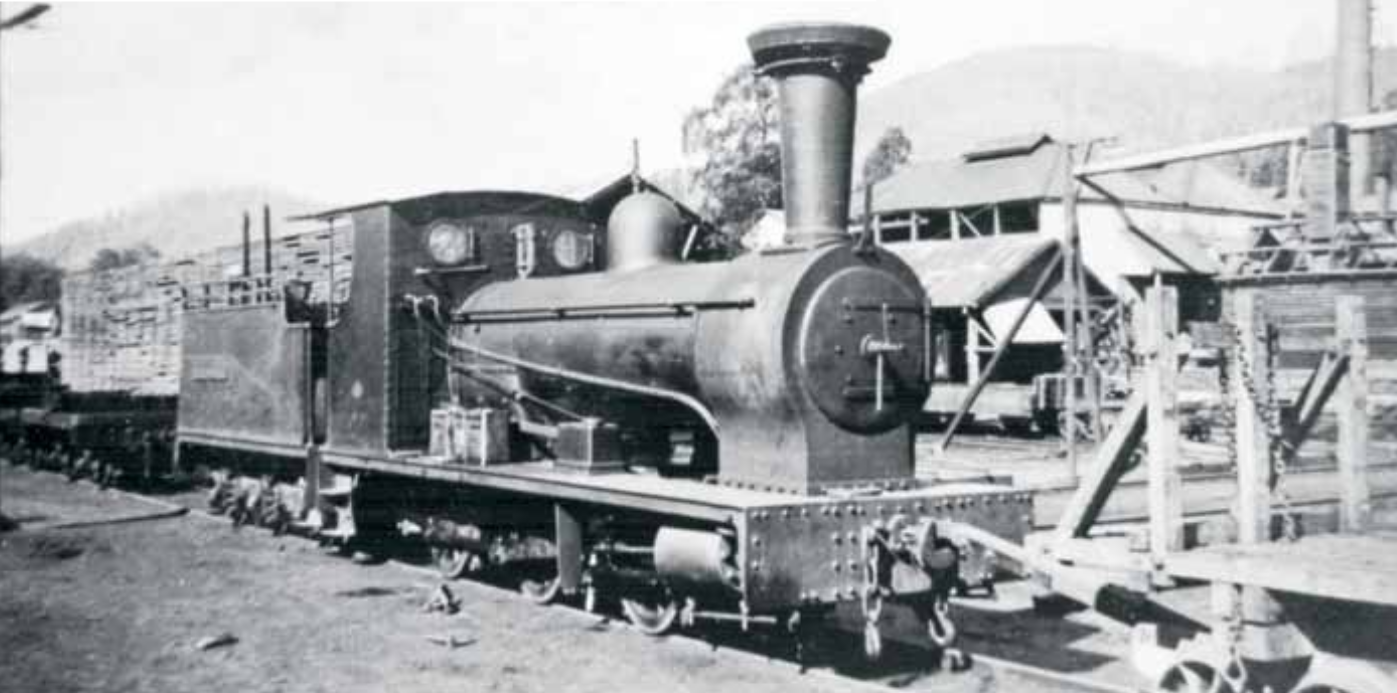
Powellite, die Bagnall Nr. 1965 von 1913 hatte einen überdimensionierten Schornstein mit einem Cheney-Funkenlöscher, der in den späten 1930er Jahren bei einer Generalüberholung in den Werken der Victorian Railways in Newport nachgerüstet worden war

Die Waldbahn wurde anfangs mit zwei fabrikneuen speziell für sie gebauten Dampflokomotiven betrieben: Little Yarra, eine Baldwin-2-4-0 mit der Werks-Nr. 37718 von 1912 war in erster Linie für den gemischten Personen- und Güterverkehr gedacht. Powellite diente vor allem dem Transport von Schnittholz, wurde aber auch zum Langholztransport im Busch eingesetzt. Sie wurde erst 1914 geliefert, und diese Lieferverzögerung mag der Grund dafür gewesen sein, dass die Waldbahn Squirt, eine nur 4 t schwere Andrew-Barclay-0-4-2ST mit der Werks-Nr. 311 von 1888 gebraucht von der Warburton–Big Pats Creek Tramway beschafft wurde. Mit ihr wurden die hölzernen Drehgestelle der Langholzloren bergauf in die Rodungsgebiete gezogen, die dann nach dem Beladen bei einer späteren Fahrt, stellenweise nur durch die Schwerkraft angetrieben, zurück nach Powelltown ins Tal rollten.

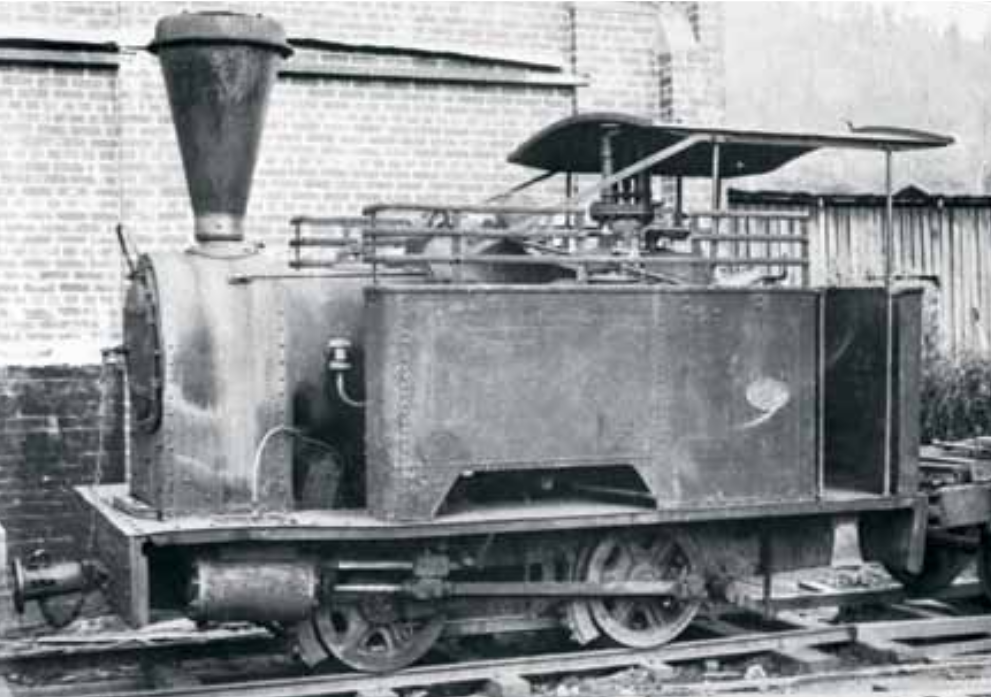
Coffee Pot, die Kerr Stuart Nr. 643 von 1898, war grün lackiert und hatte ursprünglich weiße Zierlinien auf dem Wasserkasten

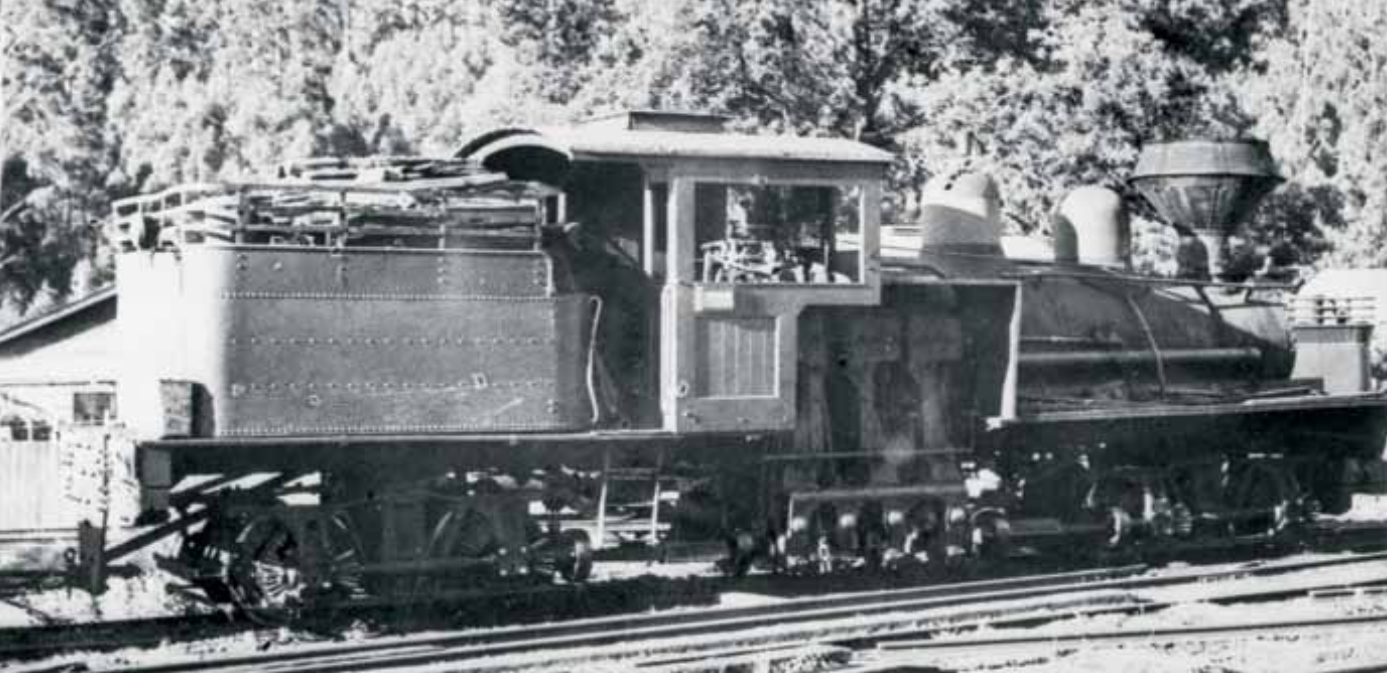
Shay-Getriebelokomotive, Lima-Werks-Nr. 2575 oder 2576 von 1912

Nach dem Besitzerwechsel der Waldbahn wurden Lokomotivkäufe aus zweiter Hand getätigt: Im April 1916 wurde Coffee Pot, eine Kerr-Stuart-0-4-0T Lokomotive mit der Werks-Nr. 643 von 1898, von der Tasmanian Gold Mining Company in Beaconsfield, Tasmanien erworben. Im Jahre 1919 folgte ein Shay-Getriebelokomotive mit der Lima-Werks-Nr. 2575 von 1912 von der Abercrombie Copper Mines Limited in Burraga, New South Wales. 1927 wurde eine weitere Shay-Getriebelokomotive Green Beetle mit der Lima-Werks-Nr. 2576 von 1912 von den Hoskins Steel Works in Lithgow, New South Wales beschafft, die in Lithgow, ebenso wie ihre baugleiche Schwesterlokomotive mit der Werks-Nr. 2575, in einen Brand verwickelt war, bei dem alle Holzteile zerstört und der Rahmen verbogen wurde. Sie wurde in den Werkstätten von Powelltown generalüberholt, wobei der beschädigte Abschnitt aus den Rahmen herausgeschnitten wurde. Dadurch war sie etwas kürzer als zuvor und bot weniger Platz im Führerstand.
Abgesehen von Squirt, die bereits in den 1930er Jahren aus dem Verkehr gezogen und zerlegt wurde, wurden alle Dampflokomotiven bis zur Stilllegung der Waldbahn 1944 eingesetzt. Nur Powellite wurde später noch auf der Schmalspurbahn von Nauru zum Phosphattransport eingesetzt.

### Heutige Nutzung
Das Wegerecht der ehemaligen Waldbahn wird heute von einem 45 km langen Wanderweg, dem Powelltown Tramway Rail Trail genutzt. Er verläuft auf privatem Grund, so dass die Zugangsrechte auf den Weg an sich beschränkt sind. Sie wurde von der Liste des Victorian Heritage Register entfernt.
Den 9 km langen Abschnitt von Big Pats nach Starlings Gap wanderten die Buscharbeiter jeweils am Sonntagabend, um am frühen Montagmorgen mit der Arbeit beginnen zu können. Am Samstagnachmittag gab es jedoch einige Arbeiter, die jeweils Big Pats Creek gerannt sind, um dort das wöchentliche Fußballspiel zu bestreiten. Zwei Sägemehlhaufen, eine alte Winde und ein Dampfkessel sind alles, was übrig bleibt, um die Standorte der ehemaligen Buschmühlen entlang dieses Abschnitts auszumachen.

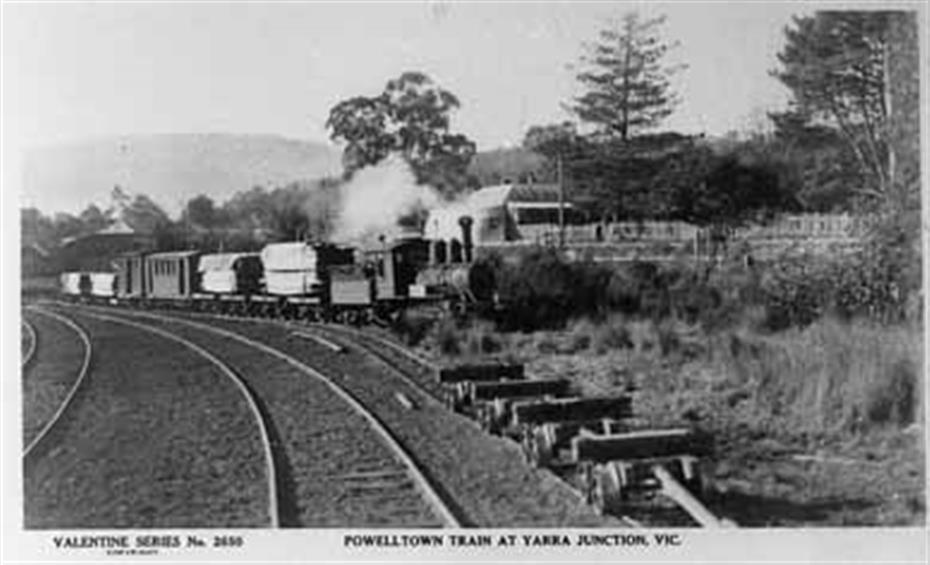
Zug in Yarra Junction
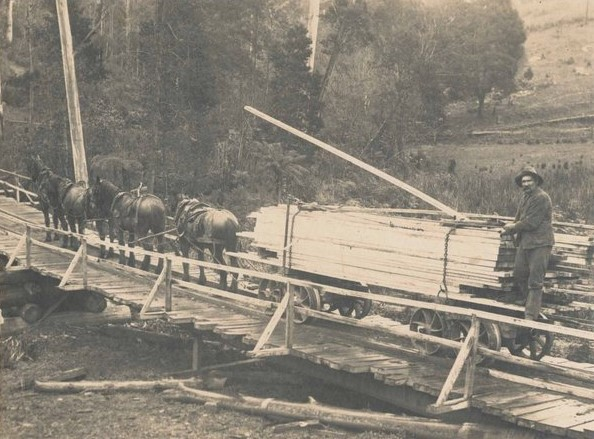
Pferdebahn vermutlich auf einer Zweigstrecke am Black Sands Creek
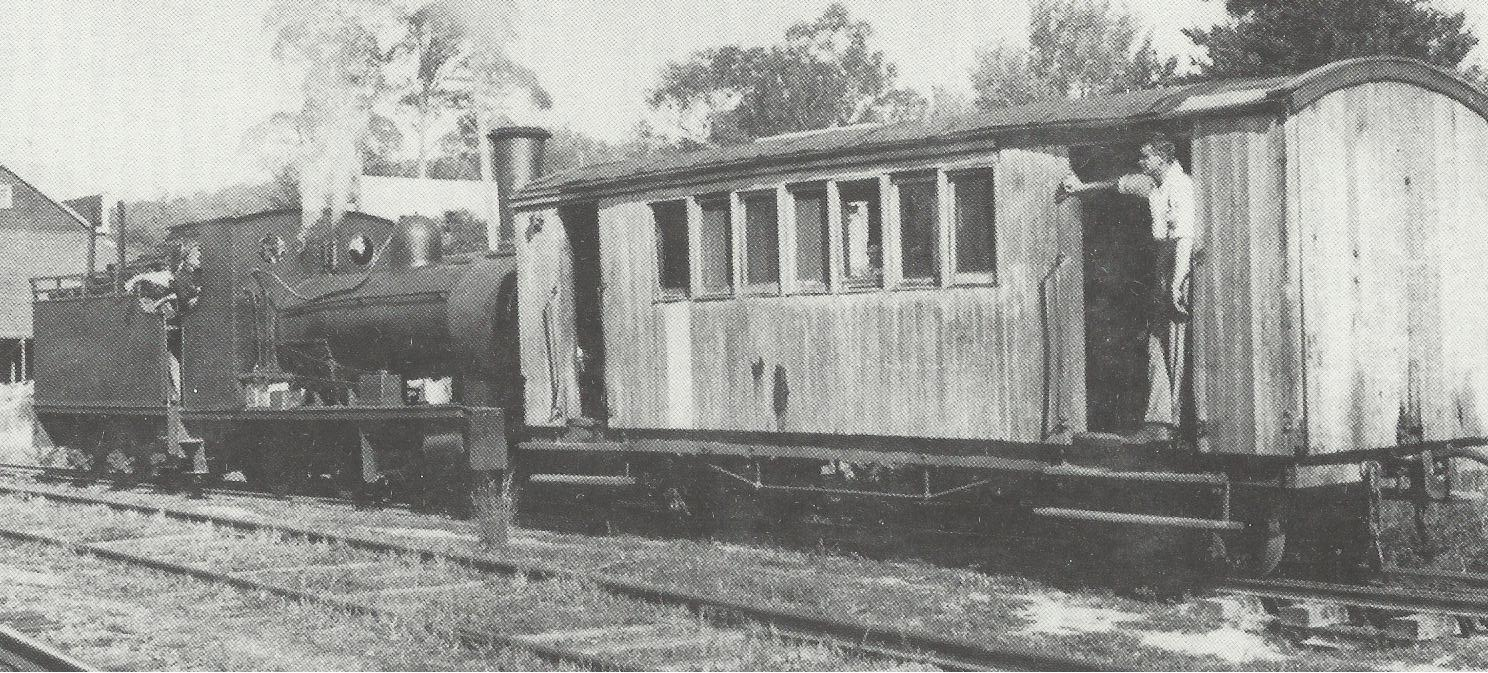
Powelltown Tramway, 1940er Jahre
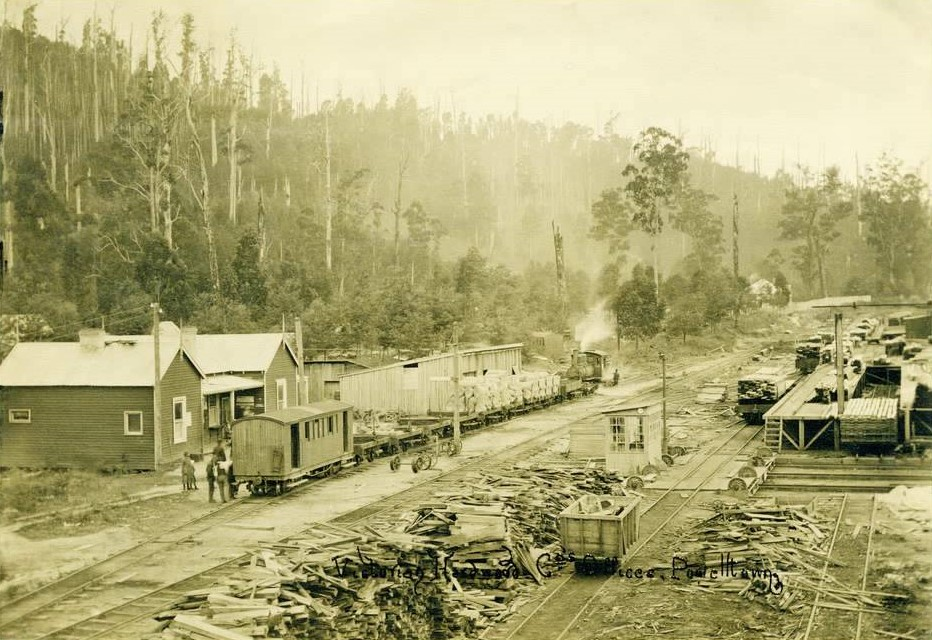
Powelltown Tramway
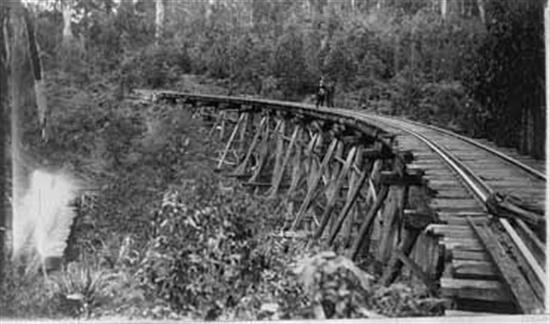
Trestle-Brücke